# Melanocortin-2-Rezeptor
Der Melanocortinrezeptor 2 (kurz: MC2R, oder alternativ: ACTH-Rezeptor, kurz: ACTHR bzw. Corticotropinrezeptor) wird in der Nebennierenrinde exprimiert und vermittelt dort die Wirkungen des ACTH. Es handelt sich um einen G-Protein gekoppelten Rezeptor aus der Familie der Melanocortinrezeptoren.

## Genetik
MC2R wird beim Menschen auf dem Chromosomenabschnitt 18p11.2 kodiert und enthält 297 Aminosäuren.

## Mutationen
Mutationen des MC2R führen zu einem selten vorkommenden familiären Kortisonmangel Typ 1, der resistent auf ACTH ist.